# Sèmèrè I
Sèmèrè I ist ein Arrondissement im Département Donga im westafrikanischen Staat Benin. Es ist eine Verwaltungseinheit, die der Gerichtsbarkeit der Kommune Ouaké untersteht.

## Demografie und Verwaltung
Gemäß der Volkszählung 2013 des beninischen Statistikamtes INSAE hatte das Arrondissement 13.622 Einwohner, davon waren 6571 männlich und 7051 weiblich.
Von den 61 Dörfern und Quartieren der Kommune Ouaké entfallen elf auf Sèmèrè I:
1. Agbandarè
2. Atchakitam
3. Atchankpa-Kolah
4. Baparapéï
5. Daka
6. Gnalo
7. Kim-Kim
8. Koubly
9. Mami
10. Ouramaré
11. Tchingayaré